# Liste des sites et monuments classés de la wilaya d'Oran
Cet article présente une liste des sites et monuments classés de la wilaya d'Oran.

## Liste
| Id    | Identification du bien                                                                            | Datation        | Commune  | Coordonnées                        | Catégorie du classement | Mesures et date de protection | Date de publication au Journal Officiel | Illustration    |                       |
| ----- | ------------------------------------------------------------------------------------------------- | --------------- | -------- | ---------------------------------- | ----------------------- | --- | --------------------------------------- | --------------- | --------------------- |
| 31-29 | Restes d'une ville romaine                                                                        | Antique         | Bethioua | 35° 48′ 17″ nord, 0° 15′ 35″ est   | Classé                  | Classé parmi les sites et monuments historiques en (L.1900), Conformément à l'article 62 de l'ordonnance N° 67-281 du 20/12/1967                                                   | N° 07 du 23/01/1968                     | Image manquante | Télécharger une image |
| 31-35 | Ville punique des Andalous                                                                        | Antique         | Oran     | à géolocaliser                     | Sites naturels          | -Classé parmi les sites et monuments naturels en date du 02/10/1956, Conformément à l'article 62 de l'ordonnance N° 67-281 du 20/12/1967                                           | N° 07 du 23/01/1968                     | Image manquante | Télécharger une image |
| 31-1  | Abri Alain                                                                                        | Préhistorique   | Oran     | à géolocaliser                     | Classé                  | Classé parmi les sites et monuments historiques en date 16/06/1952, Conformément à l'article 62 de l'ordonnance N° 67-281 du 20/12/1967                                            | N° 07 du 23/01/1968                     | Image manquante | Télécharger une image |
| 31-10 | Grottes d'El Cuartel                                                                              | Préhistorique   | Oran     | à géolocaliser                     | Classé                  | Classé parmi les sites et monuments historiques en date du 23/03/1954, Conformément à l'article 62 de l'ordonnance N° 67-281 du 20/12/1967                                         | N° 07 du 23/01/1968                     | Image manquante | Télécharger une image |
| -19   | Mosquée Mohamed El Kebir                                                                          | Médiévale       | Oran     | 35° 42′ 19″ nord, 0° 38′ 12″ ouest | Classé                  | Classé parmi les sites et monuments historiques en date du 24/12/1903, Conformément à l'article 62 de l'ordonnance N° 67-281 du 20/12/1967                                         | N° 07 du 23/01/1968                     |                 | Télécharger une image |
| 31-17 | Mosquée du Pacha                                                                                  | Médiévale       | Oran     | 35° 42′ 19″ nord, 0° 39′ 00″ ouest | Classé                  | Classé parmi les sites et monuments historiques en date du 06/08/1952, Conformément à l'article 62 de l'ordonnance N° 67-281 du 20/12/1967                                         | N° 07 du 23/01/1968                     |                 | Télécharger une image |
| 31-15 | Minaret du campement                                                                              | Médiévale       | Oran     | 35° 42′ 16″ nord, 0° 39′ 16″ ouest | Classé                  | Classé parmi les sites et monuments historiques en (L.1900), Conformément à l'article 62 de l'ordonnance N° 67-281 du 20/12/1967                                                   | N° 07 du 23/01/1968                     |                 | Télécharger une image |
| 31-14 | Minaret de la mosquée du Pacha                                                                    | Médiévale       | Oran     | 35° 42′ 17″ nord, 0° 39′ 00″ ouest | Classé                  | Classé parmi les sites et monuments historiques en date du 29/12/1905, Conformément à l'article 62 de l'ordonnance N° 67-281 du 20/12/1967                                         | N° 07 du 23/01/1968                     |                 | Télécharger une image |
| 31-3  | Caravansérail                                                                                     | Moderne         | Oran     | 35° 42′ 29″ nord, 0° 38′ 43″ ouest | Classé                  | Classé parmi les sites et monuments historiques en date du 19/01/1952, Conformément à l'article 62 de l'ordonnance N° 67-281 du 20/12/1967                                         | N° 07 du 23/01/1968                     | Image manquante | Télécharger une image |
| 31-13 | Maison du Bey                                                                                     | Moderne         | Oran     | 35° 42′ 19″ nord, 0° 38′ 57″ ouest | Classé                  | Classé parmi les sites et monuments historiques en date du 23/02/1954, Conformément à l'article 62 de l'ordonnance N° 67-281 du 20/12/1967                                         | N° 07 du 23/01/1968                     |                 | Télécharger une image |
| 31-26 | Porte espagnole du château dite (porte d'Espagne)                                                 | Moderne         | Oran     | 35° 42′ 07″ nord, 0° 39′ 16″ ouest | Classé                  | Classé parmi les sites et monuments historiques en date du 29/12/1906, Conformément à l'article 62 de l'ordonnance N° 67-281 du 20/12/1967                                         | N° 07 du 23/01/1968                     |                 | Télécharger une image |
| 31-21 | Pavillon de la favorite                                                                           | Moderne         | Oran     | 35° 42′ 18″ nord, 0° 38′ 58″ ouest | Classé                  | Classé parmi les sites et monuments historiques en date du 23/07/1952, Conformément à l'article 62 de l'ordonnance N° 67-281 du 20/12/1967                                         | N° 07 du 23/01/1968                     |                 | Télécharger une image |
| 31-18 | Mosquée Imam el-Houari                                                                            | Médiévale       | Oran     | 35° 42′ 11″ nord, 0° 39′ 15″ ouest | Classé                  | Classé parmi les sites et monuments historiques en date du 29/12/1906, Conformément à l'article 62 de l'ordonnance N° 67-281 du 20/12/1967                                         | N° 07 du 23/01/1968                     |                 | Télécharger une image |
| 31-24 | Porte de la manutention militaire                                                                 | Moderne         | Oran     | 35° 42′ 29″ nord, 0° 39′ 17″ ouest | Classé                  | Classé parmi les sites et monuments historiques en date du 26/11/1907, Conformément à l'article 62 de l'ordonnance N° 67-281 du 20/12/1967                                         | N° 07 du 23/01/1968                     | Image manquante | Télécharger une image |
| 31-7  | Écusson espagnol sculpté sur l'extérieur du mur d'enceinte du château neuf                        | Moderne         | Oran     | 35° 42′ 25″ nord, 0° 38′ 46″ ouest | Classé                  | Classé parmi les sites et monuments historiques en date du 23/07/1952, Conformément à l'article 62 de l'ordonnance N° 67-281 du 20/12/1967                                         | N° 07 du 23/01/1968                     | Image manquante | Télécharger une image |
| 31-30 | Tambour de San José                                                                               | Moderne         | Oran     | 35° 42′ 05″ nord, 0° 39′ 12″ ouest | Classé                  | Classé parmi les sites et monuments historiques en date du 02/01/1952, Conformément à l'article 62 de l'ordonnance N° 67-281 du 20/12/1967                                         | N° 07 du 23/01/1968                     |                 | Télécharger une image |
| 31-9  | Fontaine de la place Emirat                                                                       | Moderne         | Oran     | 35° 42′ 24″ nord, 0° 39′ 20″ ouest | Classé                  | Classé parmi les sites et monuments historiques en date du 02/01/1952, Conformément à l'article 62 de l'ordonnance N° 67-281 du 20/12/1967                                         | N° 07 du 23/01/1968                     |                 | Télécharger une image |
| 31-25 | Porte du Santan                                                                                   | Moderne         | Oran     | 35° 42′ 20″ nord, 0° 39′ 23″ ouest | Classé                  | Classé parmi les sites et monuments historiques en date du 06/08/1953, Conformément à l'article 62 de l'ordonnance N° 67-281 du 20/12/1967                                         | N° 07 du 23/01/1968                     |                 | Télécharger une image |
| 31-23 | Porte de Canastel                                                                                 | Moderne         | Oran     | 35° 42′ 17″ nord, 0° 39′ 09″ ouest | Classé                  | Classé parmi les sites et monuments historiques en date du 02/01/1952, Conformément à l'article 62 de l'ordonnance N° 67-281 du 20/12/1967                                         | N° 07 du 23/01/1968                     | Image manquante | Télécharger une image |
| 31-22 | Porte d'entrée château neuf                                                                       | Moderne         | Oran     | 35° 42′ 21″ nord, 0° 38′ 59″ ouest | Classé                  | Classé parmi les sites et monuments historiques en date du 23/07/1952, Conformément à l'article 62 de l'ordonnance N° 67-281 du 20/12/1967                                         | N° 07 du 23/01/1968                     |                 | Télécharger une image |
| 31-27 | Posada Espagnole (bien culturel protégé disparu)                                                  | Moderne         | Oran     | 35° 42′ 25″ nord, 0° 39′ 21″ ouest | Classé                  | Classé parmi les sites et monuments historiques en date du 23/02/1954, Conformément à l'article 62 de l'ordonnance N° 67-281 du 20/12/1967                                         | N° 07 du 23/01/1968                     | Image manquante | Télécharger une image |
| 31-4  | Chapelle de Santa Cruz                                                                            | Moderne         | Oran     | 35° 42′ 35″ nord, 0° 39′ 48″ ouest | Classé                  | Classé parmi les sites et monuments historiques en date du 06/10/1950, Conformément à l'article 62 de l'ordonnance N° 67-281 du 20/12/1967                                         | N° 07 du 23/01/1968                     |                 | Télécharger une image |
| 31-12 | Inscription de la rue du vieux château                                                            | Médiévale       | Oran     | à géolocaliser                     | Classé                  | Classé parmi les sites et monuments historiques en date du 21/10/1952, Conformément à l'article 62 de l'ordonnance N° 67-281 du 20/12/1967                                         | N° 07 du 23/01/1968                     | Image manquante | Télécharger une image |
| 31-6  | Échauguette d'angle du mur d'enceinte de château Neuf                                             | Médiévale       | Oran     | 35° 42′ 19″ nord, 0° 38′ 51″ ouest | Classé                  | Classé parmi les sites et monuments historiques en date du 02/01/1952, Conformément à l'article 62 de l'ordonnance N° 67-281 du 20/12/1967                                         | N° 07 du 23/01/1968                     | Image manquante | Télécharger une image |
| 31-20 | Objet antique déposé au musée d'Oran appartenant à l'état                                         | Antique         | Oran     | 35° 41′ 45″ nord, 0° 38′ 43″ ouest | Classé                  | Classé parmi les objets mobiliers classés en date du 20/12/1967, Conformément à l'article 62 de l'ordonnance N° 67-281 du 20/12/1967                                               | N°07 du 23/01/1968                      | Image manquante | Télécharger une image |
| 31-16 | Mosaïque provenant d'une maison romaine de Bethioua, déposée au musée d'Oran appartenant à l'état | Antique         | Oran     | 35° 41′ 45″ nord, 0° 38′ 43″ ouest | Classé                  | Classé parmi les objets mobiliers classés en date du 20/12/1967, Conformément à l'article 62 de l'ordonnance N° 67-281 du 20/12/1967                                               | N°07 du 23/01/1968                      |                 | Télécharger une image |
| 31-33 | Promenade de l'étang actuel Ibn Badis                                                             | Aucune datation | Oran     | 35° 42′ 25″ nord, 0° 38′ 54″ ouest | Sites naturels          | Classé parmi les sites et monuments naturels en date du 23/07/1952, Conformément à l'article 62 de l'ordonnance N° 67-281 du 20/12/1967                                            | N° 07 du 23/01/1968                     |                 | Télécharger une image |
| 31-34 | Site du Murdjadjo                                                                                 | Aucune datation | Oran     | à géolocaliser                     | Sites naturels          | Classé parmi les sites et monuments naturels en date du 02/10/1956, Conformément à l'article 62 de l'ordonnance N° 67-281 du 20/12/1967                                            | N° 07 du 23/01/1968                     | Image manquante | Télécharger une image |
| 31-32 | Cimetière dit « des Cholériques » au ravin de Ras El Aïn                                          | Aucune datation | Oran     | à géolocaliser                     | Sites naturels          | Classé parmi les sites et monuments naturels en date du 23/07/1952, Conformément à l'article 62 de l'ordonnance N° 67-281 du 20/12/1967                                            | N° 07 du 23/01/1968                     | Image manquante | Télécharger une image |
| 31-11 | Hôtel de la division                                                                              | Contemporaine   | Oran     | à géolocaliser                     | Classé                  | Classé parmi les sites et monuments historiques en date du 23/07/1952, Conformément à l'article 62 de l'ordonnance N° 67-281 du 20/12/1967                                         | N° 07 du 23/01/1968                     |                 | Télécharger une image |
| 31-5  | Collection préhistorique déposée au musée d'Oran appartenant à l'état                             | Préhistorique   | Oran     | 35° 41′ 45″ nord, 0° 38′ 43″ ouest | Classé                  | Classé parmi les objets mobiliers classés en date du 20/12/1967, Conformément à l'article 62 de l'ordonnance N° 67-281 du 20/12/1967                                               | N°07 du 23/01/1968                      | Image manquante | Télécharger une image |
| 31-2  | Anciennes galeries d'Oran                                                                         | Contemporaine   | Oran     | à géolocaliser                     | Classé                  | Classé sur la liste des biens culturels par arrêté du 28/04/2013, après avis conforme de la commission nationale des biens culturels tenu le 14/01/2013.                           | N° 26 du 07/05/2014                     | Image manquante | Télécharger une image |
| 31-8  | Église Saint Louis                                                                                | Médiévale       | Oran     | à géolocaliser                     | Classé                  | Classé parmi les sites et monuments historiques en date du 02/01/1952, Conformément à l'article 62 de l'ordonnance N° 67-281 du 20/12/1967                                         | N° 07 du 23/01/1968                     | Image manquante | Télécharger une image |
| 31-28 | Prison centrale d'Oran                                                                            | Contemporaine   | Oran     | à géolocaliser                     | Classé                  | Inscrit sur l'inventaire général des biens culturels immobiliers par arrêté du 14/07/2007, après avis favorable de la commission nationale des biens culturels tenu le 12/10/2006. | N° 60 du 26/09/2007                     | Image manquante | Télécharger une image |
| 31-31 | Vieille ville de Sidi El Houari                                                                   | Médiévale       | Oran     | à géolocaliser                     | Secteur sauvegardé      | Créé et délimité en secteur sauvegardé par Décret Exécutif n° 15-13 du 22/01/2015, après avis favorable de la commission nationale des biens culturels tenu le 13/06/2011.         | N° 05 date du 08/02/2015                |                 | Télécharger une image |